# Министерство окружающей среды, общин и местного самоуправления Ирландии
Министерство окружающей среды, общин и местного самоуправления Ирландии содействует устойчивому развитию и улучшению качества жизни путём защиты окружающей среды и наследия, обеспечения инфраструктуры, сбалансированного регионального развития и качественного местного самоуправления в Ирландии.
Среди прочего, министерство отвечает за:
- окружающая среда
- Институт радиологической защиты Ирландии
- наследие
- наблюдение за выборами, включая всеобщие выборы и президентские выборы, и электронные механизмы голосования
- сервис прогноза погоды
- национальные парки и охотничьи угодья

## История
- Министерство по вопросам местного самоуправления (1919-1924)
- Министерство по вопросам местного самоуправления и общественного здоровья (1924-1947)
- Министерство по вопросам местного самоуправления (1947-1977)
- Министерство охраны окружающей среды (1977-1997)
- Министерство окружающей среды и местного самоуправления (1997-2002)
- Министерство окружающей среды, наследия и местного самоуправления (2002-2011)
- Министерство окружающей среды правительства, общин и местного самоуправления (2011-настоящее время)